# 大宝寺義氏
大宝寺 義氏（だいほうじ よしうじ） は、戦国時代から安土桃山時代にかけての大名。大宝寺氏17代当主。武藤義氏とも呼ばれ、越後国の上杉謙信と誼を結び上杉姓を名乗ったこともある（山形県史）。大宝寺氏の当主であると同時に羽黒山の別当職も務めた。

## 生涯

### 家督相続と三郡掌握
天文20年（1551年）、大宝寺義増の長男として誕生する。
往時は室町幕府より出羽守や左京大夫を拝命するなど出羽国において大いに権勢を揮った大宝寺氏であったが、この頃の大宝寺氏は澄氏の代から続く庶流の砂越氏との内紛によって居城を焼失するなどし、仙北の小野寺氏や地理･伝統的に繋がりのあった越後の本庄氏や上杉氏と通じることで命脈を保つほどにまで落ち込んでいた。
永禄11年（1568年）、本庄繁長が甲斐国の武田信玄の誘いによって上杉氏に叛いた際、父・義増も盟友として本庄氏に加担する。しかし、上杉氏に軍を差し向けられ降伏・臣従し、和睦の条件として義氏は春日山城に人質として送られた。永禄12年（1569年）、父の隠居により藤島城主・土佐林禅棟の後見を受け、尾浦に帰参し家督を相続する。
土佐林氏は、出羽南部日本海沿岸地域を中心に親上杉派を統率し、家中での主権を握っていた。元亀元年（1570年）、土佐林氏と関係の深い越後国人・大川長秀が尾浦城に攻め込むと、義氏と禅棟は対立。義氏は本庄繁長を通じて上杉謙信に調停を依頼し事態を収拾させた。するとその翌年の元亀2年（1571年）に、今度は禅棟配下の国人・竹井時友が反乱を起こし谷地館に篭城する。義氏はこれを機とし挙兵。土佐林氏・反大宝寺勢力を徹底的に討伐し、弱った家中を軍政の面で縛り上げ、出羽のうち田川郡・櫛引郡・遊佐郡の3郡を手中に収めるなど大宝寺氏往来の勢力を復権させることに成功した。義氏20歳での成業である。
なお、大宝寺氏は大泉荘の地頭出身であり、かつ田川郡・櫛引郡南部がこの大泉荘に含まれたため、領国を荘内と呼んでいた。そして義氏の蹟により遊佐郡までを治めたため、現在の山形県日本海沿岸から出羽山地に至るまでの地域を庄内地方と呼ぶに至った。

### 拡大政策と影
義氏の次なる目標は鳥海山を越えたむこうの由利郡であった。義氏は由利十二頭の諸将と関係を結び、仙北の小野寺氏と綿密に連携を図りながら、由利郡に介入してゆく。また、最上郡では最上氏の内乱である天正最上の乱が勃発。義氏も縁戚関係のある大江氏庶家・白岩氏との関係で最上義守派として介入を試み、天正2年（1574年）に親義守派が属する伊達氏と盟約を結ぼうとしたが拒否され、実現には至らなかった。
積極的な外交政策を展開して庄内地方に権威を振るった義氏であったが、圧倒的な軍事力、そして上杉謙信との関係が背景にあることによるものであった。しかし天正6年（1578年）、頼みとした上杉謙信が急死すると、家臣の国人衆である来次氏秀が突如謀反を起こした。この謀反は鎮圧されたものの、隣国の最上氏が勢力を拡大させていた事もあり、義氏は氏秀に対し知行を加増して手懐けさせざるを得なかった。また、謙信の死後に越後ではお家騒動・御館の乱が発生し、義氏は伊達氏･蘆名氏との協調を重視し景虎を支持したが、本庄繁長は景勝を支持する。ここにおいて両者は敵となり、義氏は上杉氏への繋がりを失ってしまう。

### 屋形号と悪屋形
この事態を打開すべく義氏は天正7年（1579年）、天下人であった織田信長に馬や鷹を献上して誼を通じることで後ろ盾を得ようとした。この献上の見返りとして信長から屋形号を許されるなどの栄誉を受け、上杉氏の内乱により外圧が減少したことを受けて義氏の威光は大きなものとなった。一荘園領主出身の義氏は確固たる基盤を持っていなかった為、信長の後ろ盾は義氏の大きな権力基盤となったのである。
だが屋形号を称するために、それまで戴いていた羽黒山別当の座を弟・義興に譲ったことで羽黒山信徒から反発を招き、かねてより続いていた遠征によって酒田湊や領民に対しても課税や兵役が増えた事で民心は離れ、反感を抱く者達から次第に悪屋形と渾名されるようになっていった。

### 情勢の悪化、そして最期
天正9年（1581年）、最上氏は領内で馬揃えを行い、敵味方の区別を明確にすると、その事が敵対勢力への脅迫へと繋がり、鵜沼城（新庄城）主・日野左京亮の降伏を始まりとし、村山郡内の諸将は続々と恭順。敵対していた真室城主・鮭延秀綱も抵抗の末に降伏。大宝寺領は最上領と隣接した事で意図せず争いを招く事となる。
天正10年（1582年）、豊島氏の挙兵に支援して以来対立関係にあった檜山郡の安東氏に対抗するため、義氏は陸奥国の大浦為信と同盟を結び、安東氏の注意を北に引きつけた。そして3月に義氏は村山郡と由利郡の二手に向けて出陣する。由利郡では数々の戦で勝利を収め北進し、小介川氏を残し由利衆の大部分は義氏に降った。しかし、大浦氏と対峙していたはずの安東愛季が小介川氏への救援のため軍を率いて南下する。援軍の到来によって新沢城本丸を残してことごとく焼き払っていた大宝寺軍はあと一歩のところで利を得ることなく撤退を余儀なくされた。また村山郡でも清水城を攻め立てたが、清水・鮭延・最上勢の頑強な抵抗により進出を阻まれた。その結果、双方の戦いにおいてめぼしい戦果をあげることができなかった義氏は度重なる遠征の失敗で将兵達を厭戦気分にしてしまい、その事で信頼の低下を招いた。
同年6月、本能寺の変で織田信長が横死し、これにより後ろ盾を失った義氏の権威は失墜し、屋形号は何の意味もなさなくなる。更に折り悪く最上氏・安東氏が同盟を結んだことが情勢の悪化に拍車をかけた。このように状況が悪化してゆくと大宝寺氏の庶流である砂越氏や来次氏も義氏から距離を置くようになり、次第に軍事力も失っていった。同年8月には同盟者である小野寺氏と由利衆との間に争いが勃発。この争いで由利衆は由利郡から小野寺氏の勢力排除に成功した為、由利郡南域を傘下に含む大宝寺勢力は由利郡に兵を出さざるを得ない状況となる。
天正11年（1583年）1月、義氏は、出羽山地の雪解けを前に最上氏の先手を打つために大軍を率いて由利郡へ侵攻した。しかし、安東氏、最上氏との内通により砂越・来次氏は出陣せず日和見したため兵力は不足、由利郡から勢力を後退させた小野寺氏からは援軍を得られず、折からの積雪や吹雪に足を取られたため劣勢を強いられ、安東氏に大敗を喫して荘内へと退却する。帰還した義氏は砂越・来次氏を懲罰する軍を編成し、側近の酒田代官・前森蔵人に指揮を預けたが、前森は一旦は出陣したものの、預かった兵力を逆手に尾浦城を包囲。この状況を見た義氏は観念し、城外の高館山にて自害した。享年33。義氏の最期については、暴政が多かったゆえに見限られたという憶測 があるが、『庄内年代記』『湊、檜山合戦覚書』などの史料は、前森が謀反を起こし、義氏は討ち取られたと淡白に記述するのみであり、その最期や謀反の理由については明白になっていない。
辞世の句　打太刀のひびき即(すなわち)
覚め(さめ)にけり、実に(げに)夢の世の人のたわむれ。
義氏の墓(伝首塚)は、大山馬町の伝燈山正法寺の裏山にあり、寛永年中当時の正法寺二十四世世淳察大和尚が、六十年忌の法要に際して五輪塔を建立し、台座に義氏の由緒を記した。
同じ大山の鎮護山専念寺にも供養塔があり、そこには義氏と正室(お鶴の方？)の位牌も安置している。
また、下川の善宝寺・龍王殿にも白木の位牌がある。
義氏の死後家督は藤島城主で弟の義興が継ぎ、また前森蔵人は東禅寺城に入り東禅寺義長（後に氏永に改名）と称し酒田を領した。結局、荘内の地は最上氏の下、東禅寺・来次・大宝寺・砂越の四氏がそれぞれ治める形となった。

## 主要家臣
- 土佐林禅棟
- 砂越氏維
- 東禅寺義長
- 東禅寺勝正
- 来次氏秀
- 池田盛周
- 阿部良輝
- 留守遠江守
- 板垣河内守

## 画像

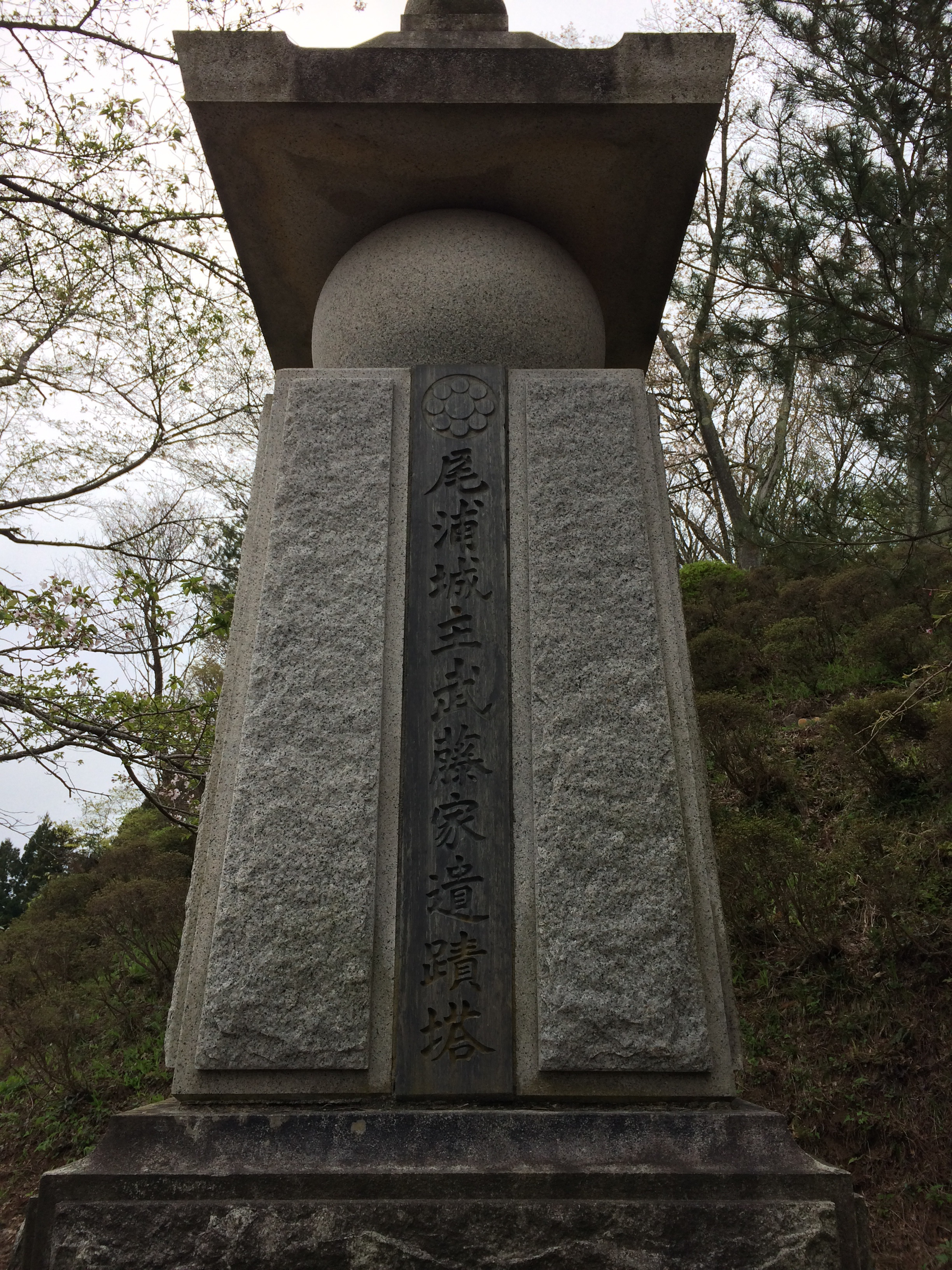
尾浦城主武藤家遺蹟塔
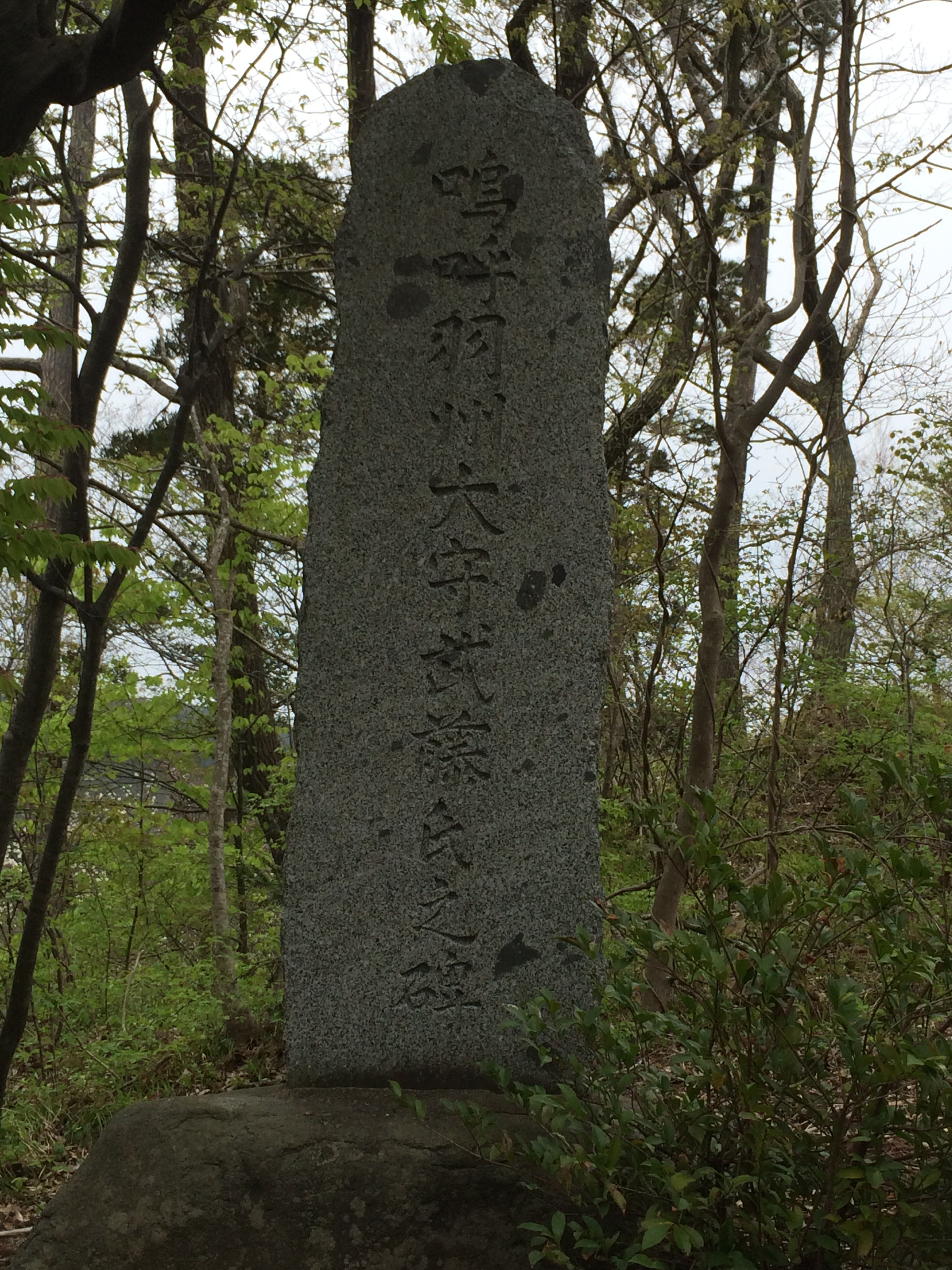
嗚呼羽州太守武藤氏之碑
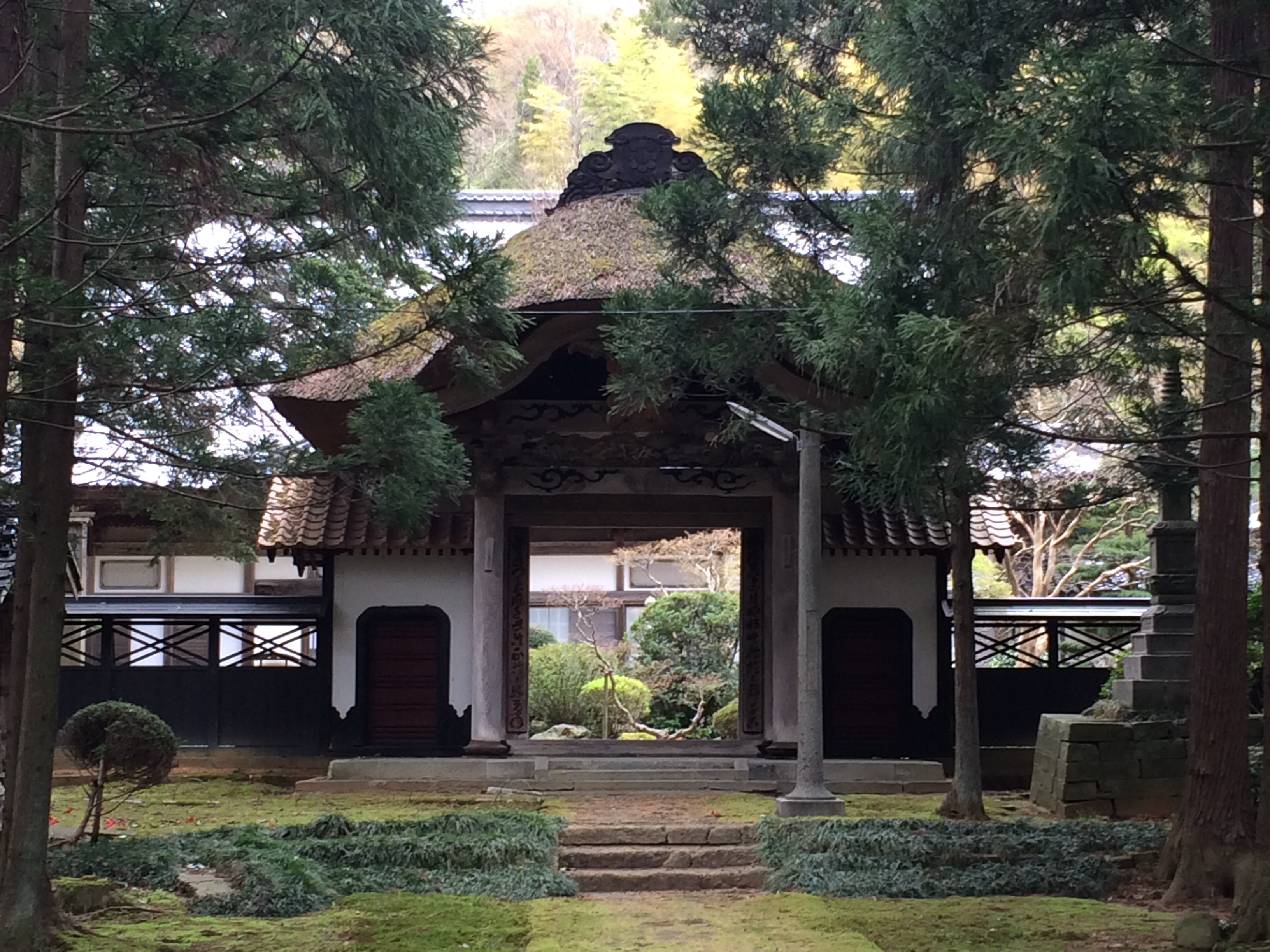
鶴岡市の正法寺には義氏の供養塔が残る

## その他
- 2014年6月放送のタイムスクープハンター シーズン6 第8話 CODE 456293 「壮絶！雪山の戦い」で、大宝寺軍の無謀な雪中行軍が取り上げられている。